# نايجل غرينوود
نايجل غرينوود (بالإنجليزية: Nigel Greenwood)‏ (27 نوفمبر 1966 ببرستون في المملكة المتحدة - ) هو لاعب كرة قدم بريطاني في مركز الهجوم. لعب مع بريستون نورث إيند ونادي أكرينغتون ستانلي ونادي بوري ونادي هاليفاكس تاون وBamber Bridge F.C. ‏.